# 林碧炤
林碧炤（1949年1月20日—），臺灣國際政治學學者、政治人物，嘉義縣人，生於台南市北區，英國威爾斯大學博士畢業，被稱作是臺灣的「國際關係權威」，也是中華民國國際關係學會的創始會長，中國國民黨籍，在總統蔡英文與總統李登輝執政期間受到重用而陸續出任政府要職，曾任總統府秘書長、國安會副秘書長、遠景基金會董事長、政大代理校長、副校長、研發長、外交所長、國關中心主任、台綜院第四所長、中華民國國際關係學會及中華民國當代日本研究學會首任理事長等職，在擔任政大國關中心主任期間有許多重要事蹟，現任政大外交系名譽教授及東吳大學政治系端木愷校長講座教授，曾獲日本政府頒發旭日重光章榮譽。

## 學術及政治生涯
林碧炤求學於國立政治大學外交系學士班、英國曼徹斯特大學與威爾斯大學。返回臺灣後，他在國立政治大學擔任外交系教授，並在總統李登輝執政期間踏入政壇，陸續出任要職，先後擔任國立政治大學國際關係研究中心主任及國家安全會議及總統府副秘書長，當時，他曾與蔡英文共同擬定「兩國論」。後來，他還曾被捲入國安密帳案，直到2000年政權輪替後返校歸建，並擔任為期11年的副校長且代理校長，也獲總統陳水扁任命為遠景基金會董事長。據國史館最新出版的《李登輝總統僚屬故舊訪談錄》中〈林碧炤先生訪問紀錄〉一節所記載，林碧炤是最後一位出任國立政治大學國際關係研究中心主任仍具有政務官身分者，其隨後繼任者邵玉銘教授僅具校級主管的單純身分而已。
2007年6月，林碧炤創立「中華民國國際關係學會」，推動國內第一個全國性國際關係學學會組織，並擔任創始會長；兩年後，林碧炤創立「中華民國當代日本研究學會」，推動國內第一個研究近代日本的全國性學會組織，並擔任創始會長。
2016年4月15日，候任總統蔡英文宣布將由林碧炤擔任總統府秘書長。2016年5月20日，林碧炤正式就任第33任總統府秘書長。2016年10月20日，林碧炤辭職獲准，由總統府副秘書長劉建忻代理，而林身為「中國國民黨終身黨員」，其黨權獲該黨考紀委員會即時恢復；直到2017年5月17日，由原國安會秘書長吳釗燮正式接任。

## 兩國論相關論述
2000年3月初中華民國總統大選期間，林碧炤曾表示「特殊國與國關係」和「一個中國、各自表述」並不衝突；「特殊國與國關係」是對兩岸現狀的描述，是將來兩岸談判的基本立場。對於「一個中國、各自表述」，林碧炤解釋這當中含有一個動態意涵，並提供一個「操作性概念」，也就是海峽兩岸目前是一個中華民國，一個中華人民共和國，雙方各自定義，在此架構下，雙方可對話、交流；將來加入世界貿易組織（WTO）後，更可發展出更寬廣和寬鬆的經貿關係。

## 著作
- 林碧炤（1997）。《國際政治與外交政策》。臺北：五南。
- 林碧炤（2013）。《國際政治與外交政策》（新版）。臺北：五南。
- 林碧炤（2015）。《面向新世界：國際關係的復古與創新》。臺北：東美。
- 林碧炤（2018）。《迎接新世紀：文明社會的世界觀與國際觀（上）》。臺北：東美。
- 林碧炤（2018）。《迎接新世紀：文明社會的世界觀與國際觀（下）》。臺北：東美。

## 荣誉

### 中华民国勋章奖章
- 二等卿云勋章（2000年5月2日批准[10]，同日于台北总统府颁授[11]）

### 外国勋章奖章
- 旭日重光章（日本，2020年4月29日公布[12]，2020年7月10日于日本台湾交流协会台北事务所颁发[13]）